# Elżbieta Wittelsbach (Pfalz-Sulzbach)
Elżbieta Maria Augusta Wittelsbach (ur. 17 stycznia 1721 w Mannheim, zm. 17 sierpnia 1794 w Weinheim) – hrabina Palatynatu-Sulzbach, elektorowa Palatynatu-Reńskiego, elektorowa Bawarii.

## Życiorys
Córka księcia Józefa Karola hrabiego Palatynatu-Sulzbach i Elżbiety Augusty. Jej dziadkami byli: Teodor książę Palatynatu-Sulzbach i Eleonora Maria księżniczka Hesji-Rheinfels oraz elektor Palatynatu Reńskiego Karol III Filip Wittelsbach i Ludwika Karolina Radziwiłłówna. Jej matka zmarła w 1728 roku, zaś ojciec rok później, nie mieli oni męskiego potomka, dlatego też postanowiono, że Maria Elżbieta poślubi swojego kuzyna Karola Teodora, który zostanie następcą dziadka Marii - Karola III Filipa.
17 stycznia 1742 roku odbył się ich ślub. Rok później Maria została elektorową Palatynatu. Po dziewiętnastu latach małżeństwa, 28 czerwca 1761 roku urodził się długo oczekiwany następca tronu Franciszek Józef Ludwik. Chłopczyk umarł jednak dzień później. Małżonkowie oddalili się jeszcze bardziej od siebie. Karol Teodor miał liczne kochanki oraz szóstkę nieślubnych dzieci. W 1777 roku została elektorową Bawarii.
Rok po jej śmierci w 1794 roku, 71-letni Karol Teodor ożenił się z 19-letnią arcyksiężną Marią Leopoldyną Habsburg-Este, córką Ferdynanda Habsburga i Marii Beatrycze d'Este. Również z tego małżeństwa elektor nie doczekał się potomka.